# Euplexaura reticulata
Euplexaura reticulata is een zachte koraalsoort uit de familie Plexauridae. De koraalsoort komt uit het geslacht Euplexaura. Euplexaura reticulata werd in 1910 voor het eerst wetenschappelijk beschreven door Nutting. 